# Parmigiano Reggiano
Pour les articles homonymes, voir Parmesan.
Cet article concerne un fromage italien traditionnel. Pour l'artiste peintre, voir Parmigianino.
Le Parmigiano Reggiano, ou parmesan, est un fromage italien à pâte pressée cuite de la famille grana, produit avec du lait de vache, partiellement écrémé par surfaçage, sans ajout d'additifs, fabriqué dans une zone limitée de l'Émilie-Romagne, au sud de la Lombardie.
Avec 3,8 millions de meules produites par an, c'est le troisième fromage italien par sa production après le Grana Padano et le Gorgonzola et avant le Pecorino romano et la Mozzarella.
Depuis le 12 juin 1996, l'appellation Parmigiano Reggiano est préservée dans l'Union européenne par une appellation d'origine protégée (AOP). La Cour de justice de l'Union européenne a statué en 2008 que c'était également le cas pour sa traduction « parmesan ».

## Histoire
Le parmesan dérive du sbrinz suisse. Durant le moyen-âge, le sbrinz était acheminé en Italie depuis la Suisse à travers les Alpes. Le fromage était appelé spalenkäse à cette époque avant de prendre le nom de sbrinz au XVIe siècle. Des fromagers suisses s'installeront en Italie et donneront naissance au parmesan qui est fait selon la même technique que le sbrinz.
Son lieu d'origine et sa date d'apparition (vers 1200) sont controversés. Émile Littré et Pierre Larousse donnent comme lieu d'origine la ville de Lodi, située en Lombardie, d'autres indiquent Reggio d'Émilie ou même Bibbiano, près de Parme, dans la province de Reggio d'Émilie.
Ses origines remontent au XIIe siècle dans le voisinage des abbayes bénédictines et cisterciennes situées entre Reggio d'Émilie et Parme ; cependant Boccace dans le Décaméron explique que déjà vers 1200-1300, le Parmigiano Reggiano avait atteint ses caractéristiques modernes ; ses origines pourraient donc remonter à plusieurs siècles plus tôt. La recette pourrait être similaire à celle du fromage de Plaisance; le Piacentino et de Lodi, le Granone Lodigiano, tous deux à pâte dure ; ce dernier est parfois mentionné dans les sources romaines.
Il serait apparu dans les premières laiteries liées aux grands monastères et châteaux qui produisaient ce type de fromage, de petits bâtiments à plan carré ou polygonal où le lait était transformé. Les quatre principaux monastères de Parme et de Reggio d'Émilie étaient bénédictins (l'abbaye Saint-Jean-l'Évangéliste à Parme et San Prospero à Reggio d'Émilie) pour deux d'entre aux et cisterciens (San Martino di Valserena et l'abbaye de Fontevivo, tous deux dans la région de Parme) pour les deux autres. Une prairie adaptée à l'élevage du gros bétail nécessite beaucoup d'eau et les plus grandes prairies se sont formées là où l'eau de source était abondante : à Parme, dans la zone nord de la ville et dans celle de Fontanellato-Fontevivo ou à Reggio, dans le territoire entre Montecchio Emilia et Campegine (cette dernière région était alors soumise à Parme). Les sources historiques les plus vérifiées parlent de Formadio, déjà vers l'an 1000, dans les terres de la comtesse Mathilde de Toscane, dans celle de Frombolara dans la municipalité de Carpineti, un territoire appartenant alors aux frères de Marola. De plus, dans la région de Parme, grâce aux salines de Salsomaggiore, le sel nécessaire à la transformation du fromage était disponible.
Au cours des siècles, ces traditions se sont étendues à des zones autres que les deux appellations toponymiques d'origine parmigiano (Parme) et reggiano (Reggio d'Émilie), dans le district moderne situé au sud du Pô, dans la province de Parme, la province de Reggio d'Émilie et la province de Modène, touchant également des parties de la province de Bologne et de la province de Mantoue.

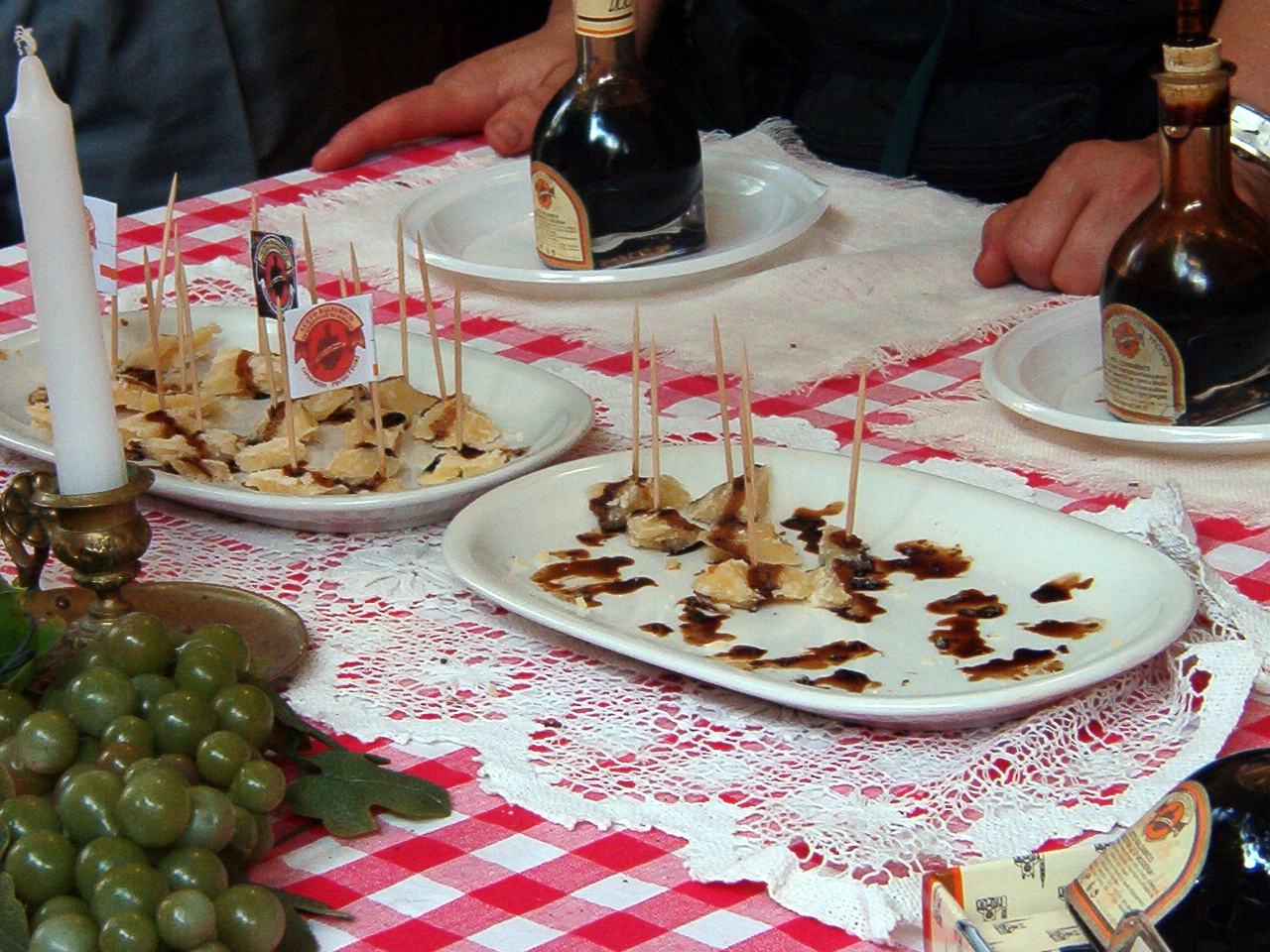
Parmigiano Reggiano testé au goût lors d'un festival à Modène, avec du vinaigre balsamique de Modène arrosé sur le dessus.

Lors du grand incendie de Londres de 1666, Samuel Pepys enterre son « fromage Parmazan, ainsi que son vin et quelques autres choses » pour les conserver.
Selon des sources indirectes, Olivier de Serres, dans Le Théâtre d’agriculture fait l'éloge du parmesan, qu'on appelle aussi fromage de Milan (attesté en 1693 chez Nathanaël Duez) ou de Lombardie, et décrit « aussi grand qu'une meule de moulin ». A son époque, la fabrication du parmesan est copiée : « On l’observe dans quelques endroits de la Suisse, où l’on cherche à imiter le Parmésan ». En 1625, Antoine Le Pippre situe au XVIe siècle l'importation du Parmesan. Le Chevalier de Loutaud rime en 1670 propos du Seigneur Gastaldi :

« Donna du vin à pleins tonneaux,
De petits cabris, de bons veaux, 
Du Parmesan, ce bon fromage, 
Dont peut manger un homme sage, »

En 1692, Brueli de Montpleinchamps écrit « le fromage parmesan fait les délices de l'Europe ».
Le Parmigiano Reggiano a été la cible du crime organisé en Italie, en particulier de la mafia ou de la Camorra, qui tendent une embuscade aux camions de livraison sur l'autoroute A1 dans le nord de l'Italie entre Milan et Bologne, détournant les cargaisons. Le fromage est finalement vendu dans le Mezzogiorno. Entre novembre 2013 et janvier 2015, un gang du crime organisé a volé 2039 meules de Parmigiano Reggiano dans des entrepôts du nord et du centre de l'Italie.
Le 27 octobre est désigné « Jour du Parmigiano Reggiano » par le Consortium du Parmigiano Reggiano. Cette journée célébrant le « Roi du Fromage » trouve son origine en réponse aux deux tremblements de terre qui ont frappé sa région d'origine en mai 2012. Les dégâts ont été considérables, déplaçant des dizaines de milliers d'habitants, faisant s'effondrer des usines et endommageant massivement des églises historiques, des clochers et d'autres monuments. Des années de production de fromage ont été perdues lors de la catastrophe, d'une valeur d'environ 50 millions de dollars, rapportée par The New York Times, menaçant potentiellement les moyens de subsistance des fromagers dont les familles ont fabriqué ce produit pendant des générations. Le Consortium s'est tourné vers le célèbre chef Massimo Bottura, natif de Modène, pour trouver une solution pour aider à sauver le fromage. L'Osteria Francescana, trois étoiles Michelin de Bottura, nommé meilleur restaurant du monde en 2018 et 2016 par le prestigieux classement San Pellegrino (maintenant dans son Hall of Fame) est situé dans sa ville natale près de l'épicentre du séisme. La réponse de Massimo Bottura à la situation est une seule recette : Riso cacio e pepe . Il a invité le monde via les médias sociaux et les points de vente en ligne à cuisiner ce nouveau plat avec lui en lançant le « Parmigiano Reggiano Day », le 27 octobre.

## Appellation en français
Pour le nom en français, il est généralement admis que le nom vient de « Parme ». Pour Littré et Larousse, le nom de parmesan viendrait de Marie-Amélie de Habsbourg-Lorraine, duchesse de Parme, qui aurait emporté le fromage à Paris.
Selon le Robert Dictionnaire historique de la langue française, le mot est relevé dans la première traduction du Décaméron de Boccace, en 1414 : « fromage permigean ». Il est ensuite substantivé sous sa forme actuelle avant la fin du XVIe siècle (1596).

## Fabrication et commercialisation

### Aire géographique

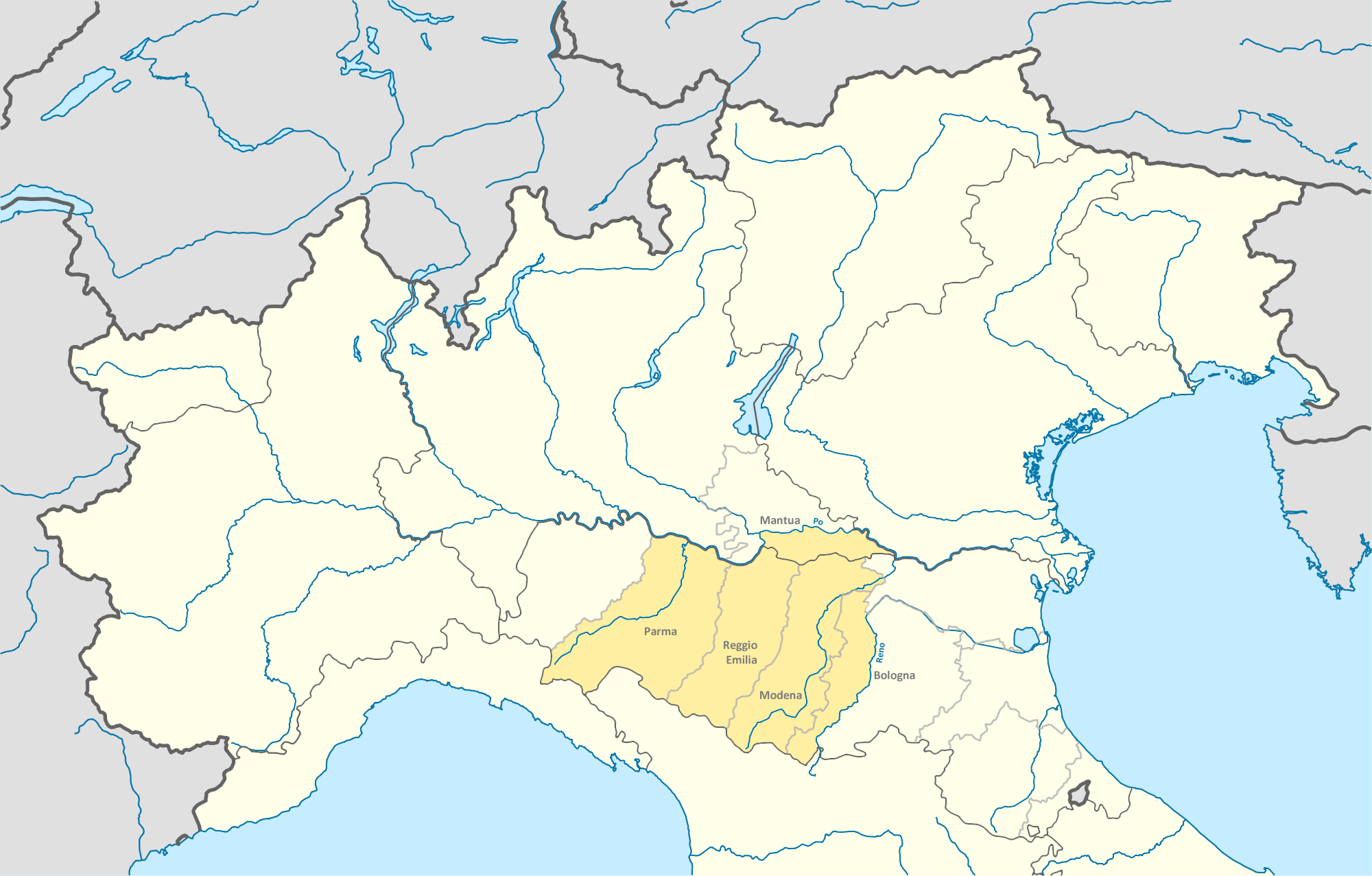
Aire de production du Parmigiano Reggiano.

La zone de production d'origine est restreinte, limitée aux provinces de Parme, de Reggio d'Émilie, de Modène, à la partie de celle de Mantoue située sur la rive droite du Pô, et à la partie de celle de Bologne située sur la rive gauche du fleuve Reno, ainsi que dans la partie de celle de Mantoue (Lombardie) qui se trouve sur la rive sud du Pô. Circonscrite par la chaîne des Apennins, les fleuves Pô et Reno, elle est couverte de larges plaines et de douces collines.
La production du parmesan occupe 450 000 ha de surface agricole dans 174 communes.

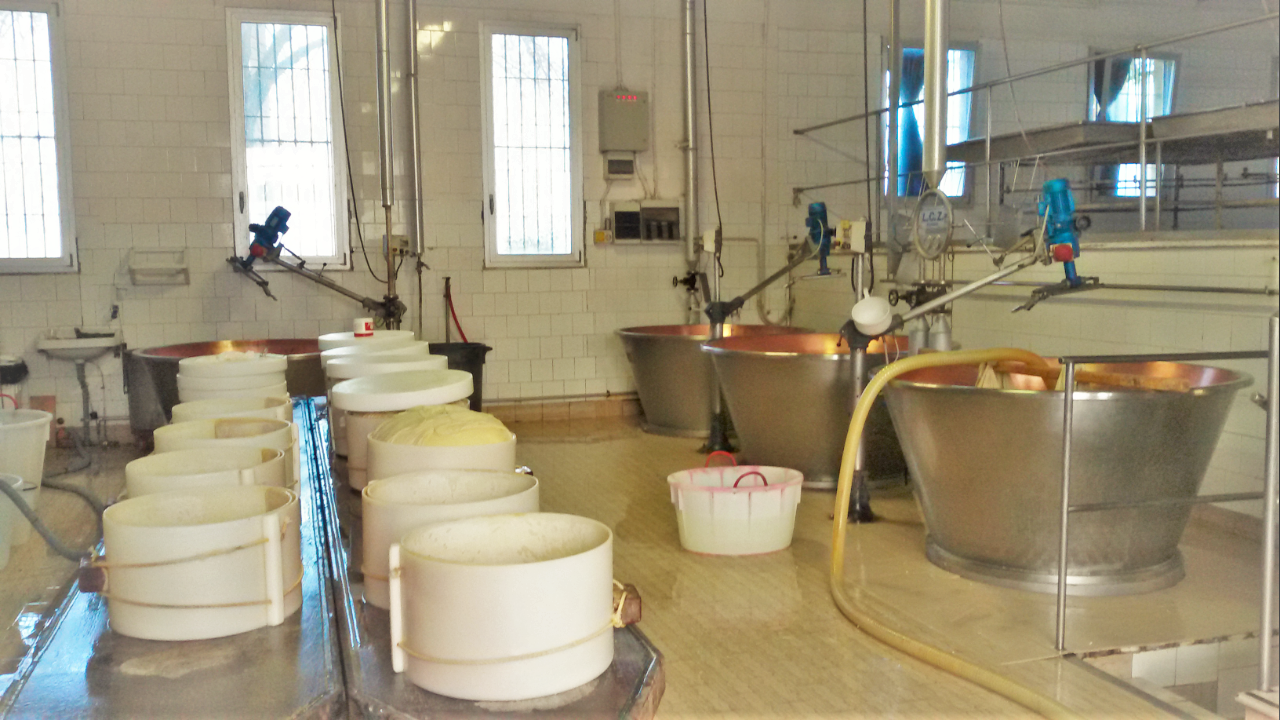
Cuves cuivrées utilisées pour la fabrication.

### Cheptel
« Autrefois, le parmigiano reggiano ne se fabriquait qu'entre le 1er avril et le 11 novembre (…) ; aujourd'hui, [il] (…) est produit toute l'année. Cependant, les vaches fournissant le lait destiné au Parmigiano Reggiano ne peuvent être nourries qu'à l'herbe et au foin. »

Actuellement, une grande partie de la production du Parmigiano Reggiano se fait avec du lait produit à partir de vaches frisonnes, introduites dans la région au cours du XXe siècle, la race la plus commune et la plus productive, mais la race traditionnellement utilisée pour la production de fromage est la Rossa Reggiana, qui a une triple aptitude (lait, travail et viande), probablement introduite lors des invasions barbares. La production laitière de cette dernière représente un peu plus de la moitié de celle de la Frisonne, bien que de qualité supérieure, son lait étant particulièrement riche en protéines, calcium et phosphore ; cela explique son abandon, combiné également au fait que sa force et son aptitude au travail sont devenues inutiles avec l'avènement des tracteurs. Certaines petites laiteries utilisent encore son lait pour produire un fromage de qualité supérieure, d'où l'Association nationale des éleveurs de bovins Reggiana. Deux autres races composent encore le cheptel : la bianca modenese, dont le lait possède un rapport optimal entre les teneurs en matières grasses et en protéines, et la Bruna Italiana, variante locale de la Braunvieh suisse, dont le lait est spécialement adapté à la fabrication de fromage grâce à ses teneurs élevées en caséine et en matières grasses.
265 000 vaches de plus de 24 mois participent à la production dans 2 820 fermes laitières.

### Fourrages
La particularité de la zone d'origine est la biodiversité des champs fourragers (luzerne, graminées et prairies naturelles), qui n'ont jamais été labourés dans certains cas depuis des siècles, et portent plus de 60 variétés de fourrage local. Ceux-ci transmettent des saveurs et des arômes au lait, ainsi que des bactéries lactiques spécifiques qui, associés à la singularité du cheptel bovin local, confèrent au parmesan son profil sensoriel caractéristique et sa capacité à subir un très long affinage. Chaque année, 1,45 million de tonnes de fourrage local sont destinés à la production du parmesan.

### Fabrication
Une meule de Parmigiano Reggiano doit obligatoirement avoir un poids entre 30 kg et plus de 40 kg, même si en moyenne son poids se situe autour de 40 kg. Environ 550 litres de lait sont nécessaires pour produire une meule avec une moyenne de 14 litres pour chaque kilogramme de fromage produit. Selon la discipline de production, la maturation minimale requise pour chaque roue est de 12 mois. Les meules mesurent de 35 à 40 cm de diamètre et ont de 20 à 26 cm d'épaisseur.
Le Parmigiano Reggiano, fromage à pâte pressée cuite, est fabriqué à partir de lait de vache entier du jour non pasteurisé auquel on ajoute du lait partiellement écrémé de la traite de la veille (qui est fabriqué en conservant le lait dans de grands réservoirs peu profonds pour permettre à la crème de se séparer), ce qui donne un mélange partiellement écrémé. Ce mélange est pompé dans des cuves doublées de cuivre, qui chauffent uniformément et apportent des ions de cuivre au mélange.
Du lactosérum de démarrage (contenant un mélange de certaines bactéries lactiques thermophiles) est ajouté et la température est portée à 33-35 °C . La présure de veau est ajoutée et le mélange est laissé cailler pendant 10 à 12 minutes. Le caillé est ensuite cassé mécaniquement en petits morceaux (de la taille de grains de riz). La température est ensuite portée à 55 °C avec un contrôle minutieux par le fromager. Le caillé est laissé reposer pendant 45 à 60 minutes. Le caillé compacté est recueilli dans une mousseline avant d'être divisé en deux et placé dans des moules. Chaque cuve contient 1 100 litres de lait, produisant deux fromages chacun. Le caillé composant chaque meule pèse environ 45 kg. Le lactosérum restant dans la cuve était traditionnellement utilisé pour nourrir les porcs à partir desquels le jambon de Parme était produit. Les étables pour ces animaux se trouvaient généralement à quelques mètres des salles de production de fromage.
Le fromage est placé dans une forme ronde en acier inoxydable qui est serrée avec une boucle à ressort afin que le fromage conserve sa forme de meule. Après un jour ou deux, la boucle est relâchée et une ceinture en plastique imprimée de nombreuses fois avec le nom « Parmigiano Reggiano », le numéro de l'usine, le mois et l'année de production est placée autour du fromage et la forme métallique est à nouveau bouclée. Les empreintes s'installent sur la croûte du fromage en une journée environ ; la meule est ensuite placée dans un bain de saumure pour absorber le sel pendant 20 à 25 jours. Après le saumurage, les meules sont transférées dans les salles de vieillissement de l'usine pendant 12 mois. Chaque fromage est placé sur des étagères en bois pouvant contenir 24 fromages sur la hauteur et 90 fromages sur la longueur ou 2 160 roues au total par allée. Chaque fromage et l'étagère en dessous sont ensuite nettoyés manuellement ou par robot tous les sept jours ; le fromage est retourné.

Logo officiel du Parmigiano Reggiano.

À 12 mois, le Consorzio Parmigiano Reggiano inspecte chaque roue lors de l'épreuve dite de la battitura. Le fromage est testé par un maître calibreur qui frappe sur chaque meule en plusieurs endroits avec un marteau spécial pour identifier les fissures et les vides indésirables dans la meule. Les meules qui réussissent le test sont ensuite marquées au fer chaud sur la croûte avec le logo du Consorzio. Celles qui ne réussissaient pas le test étaient marquées sur la croûte de lignes ou de croix pour informer les consommateurs qu'il ne s'agissait pas de Parmigiano Reggiano de qualité supérieure ; les pratiques plus récentes laissent simplement ces petites croûtes dépouillées de toutes les marques.
Traditionnellement, les vaches sont nourries uniquement d'herbe ou de foin. Seule la culture de lactosérum naturel est autorisée comme levain, ainsi que la présure de veau. Le seul additif autorisé est le sel, que le fromage absorbe en étant immergé pendant 20 jours dans des réservoirs de saumure saturés à une salinité presque totale avec du sel de la mer Méditerranée. Le produit est vieilli en moyenne deux ans.
Le fromage est produit quotidiennement, et il peut montrer une variabilité naturelle. Le vrai fromage Parmigiano Reggiano a un goût fruité/noisette fort et complexe avec une forte saveur Umami et une texture légèrement granuleuse. Les versions inférieures peuvent avoir un goût amer.
La plupart des travailleurs de l'industrie laitière italienne (bergamini) appartiennent à la Confédération générale italienne du travail . À mesure que les travailleurs laitiers plus âgés prennent leur retraite, les jeunes Italiens ont tendance à travailler dans des usines ou des bureaux. Les immigrés les ont remplacé, 60% des travailleurs de l'industrie du parmesan étant désormais des immigrés indiens, presque tous des Sikhs.
50 000 personnes sont impliquées dans les chaînes de production ; 3,7 millions de meules environ ont été produites en 2019.

### Appellation d'Origine Protégée (AOP)

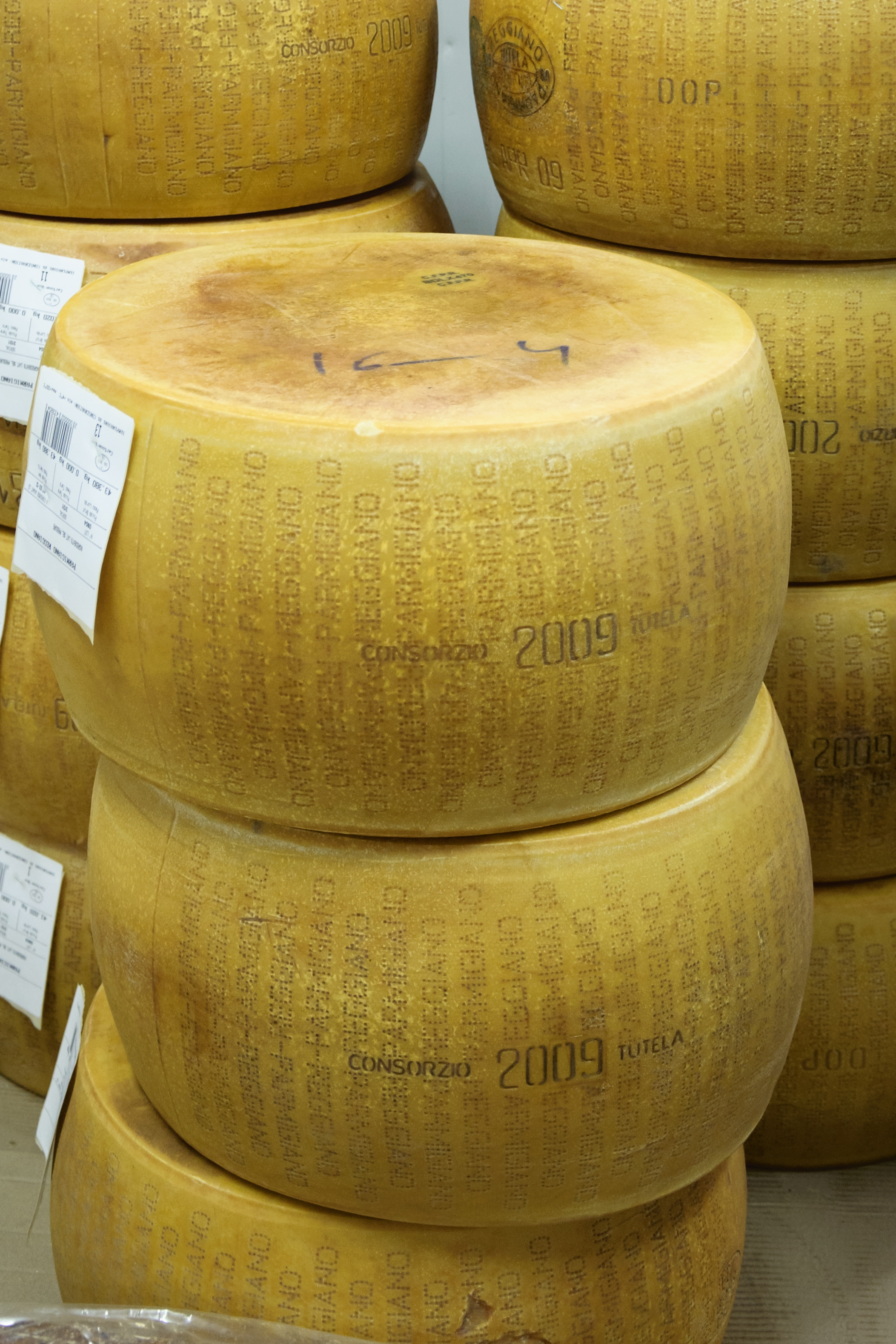
Meules de parmigiano reggiano au marché international de Rungis

« Parmigiano Reggiano » et « Parmesan » sont des appellations d'origine protégées (AOP), conformément au règlement (CEE) n ° 2081/92 et à la reconnaissance du Reg. (CE) n° 1107/96 et Reg. (UE) 1151/12 pour les fromages produits dans ces provinces en vertu de la législation italienne et européenne. Seul le fromage produit selon les règles énoncées dans le règlement de production peut se vanter de la marque Parmigiano-Reggiano.
En dehors de l'UE, le nom « Parmesan » peut légalement être utilisé pour des fromages similaires, seul le nom italien complet faisant référence sans ambiguïté à l'AOP Parmigiano Reggiano.
Le Parmigiano Reggiano doit porter les marques dans leur intégralité à l'extérieur de la meule pour identifier et distinguer le produit. Les combinaisons nécessaires à la production de ce fromage sont les prairies stables et l'élevage bovin.
Les marques d'origine, apposées à la naissance du fromage, sont :
- les signes imprimés de la bande de marque sur tout le côté de la roue, avec l'inscription « PARMIGIANO REGGIANO », le numéro de série de la laiterie, le mois et l'année de production, l'inscription « DOP », l'inscription « CONSORTIUM DE PROTECTION" ;
- la plaque de caséine, appliquée sur la surface, porte l'inscription « CFPR », et un code alphanumérique qui identifie de manière unique chaque roue.
- sur les deux faces des roues produites avec le lait de la race Rossa Reggiana, il y a l'inscription estampée à chaud « Vacca Rossa Reggiana 1».

### Organisation de la production/transformation

Attestation du mérite délivré au Consorzio volontario interprovinciale Grana Tipico reconnaissant la qualité supérieure de son parmigian, 1938. Musei del cibo.

Le Parmigiano Reggiano est fabriqué par des établissements spécialisés, les caseifici, regroupés dans un consortium ; on en dénombre 400 environ regroupant quelque 3 400 élevages. Le consortium autorise l'apposition, par moulage de l'appellation d'origine Parmigiano Reggiano sur le pourtour de la meule.
Le consortium, pour faire face à la vente de fromage usurpant l'appellation d'origine Parmigiano Reggiano dans le marché allemand, a saisi la Cour de justice des Communautés européennes qui, en février 2008 qui a confirmé que le fromage commercialisé sous la francisation « parmesan » ne peut être que du Parmigiano Reggiano préservant ainsi l'utilisation commerciale de l'appellation d'origine. La Cour a cependant refusé de sanctionner l'Allemagne car il « n'y a pas obligation pour un État membre de prendre d'office les mesures nécessaires en vue de sanctionner, sur son territoire, les atteintes à ces appellations provenant d'un autre État membre».
Outre la définition et l'application des normes pour l'AOP, le Consorzio parraine également des opérations de marketing.

### Garantie de prêts bancaires
Dans les années 1950, la banque italienne Credem fait construire dans la région d'Émilie-Romagne deux entrepôts ultra-sécurisés pouvant stocker jusqu'à 450 000 meules de Parmigiano Reggiano. L'entrepôt sert de cave d'affinage pour les producteurs fermiers ou les transformateurs qui n'en disposent pas ainsi que de garantie pour les prêts accordés à leurs propriétaires. Si les emprunteurs ne remboursent pas leurs prêts, les meules sont cédées par la banque,,.

### Parmigiano Reggiano, produit de montagne
Depuis 2013, un règlement a été publié au Journal officiel de l'Union européenne qui prévoit, entre autres, la possibilité d'utiliser l'indication de qualité « produit de montagne » afin de fournir aux producteurs de montagne un moyen efficace pour améliorer la commercialisation de leurs produits et de réduire le risque réel de confusion du consommateur quant à l'origine montagnarde des produits mis sur le marché.
À la suite de cette publication (20 décembre 2012), le consortium a défini quelques lignes directrices, visant à identifier le produit de montagne Parmigiano Reggiano :
- les fermes sont situées dans des zones de montagne ;
- pour l'alimentation des vaches, les fourrages utilisés doivent provenir essentiellement des zones de montagne ;
- les laiteries productrices sont situés dans les zones de montagne ;
- chaque étape de la transformation du lait (collecte, introduction en laiterie, nuit de repos dans les cuves, transformation en chaudière, etc.) nécessite de n'utiliser que du lait répondant aux critères précédents ;
- l'affinage minimum du fromage a lieu dans des établissements situés en zone de montagne.

Les formes de fromage qui satisfont aux conditions énumérées ci-dessus peuvent être identifiées par une plaque spéciale de caséine fournie par le Consortium et accompagnée du logo « Prodotto di Montagna ».
Le 4 novembre 2015, le Consortium a ouvert une section sur son site internet destinée à la vente en ligne de Parmigiano Reggiano, un produit de montagne.
400 000 tonnes de lait sont produites par 64 000 vaches en montagne.

## Fromages similaires
Le Parmigiano Reggiano est le fromage italien le plus imité au monde. La dénomination est protégée dans l'Union européenne, alors que dans d'autres pays, elle ne l'est pas, sauf par le biais d'accords bilatéraux tels que le CETA. Au sein de l'Union européenne, le terme Parmesan peut être utilisé, par la loi, pour désigner uniquement le Parmigiano Reggiano lui-même, qui doit être fabriqué dans une zone géographique restreinte, selon des méthodes strictement définies.

### Hors Union européenne
Dans de nombreuses régions hors d'Europe, le nom Parmesan est devenu générique et peut désigner l'un des nombreux fromages à râper à pâte dure à l'italienne, souvent commercialisés sous des noms destinés à évoquer l'original, tels que Parmesan, Parmigiana, Parmesana, Parmabon, Real Parma, Parmezan ou Parmezano. Après la décision européenne selon laquelle le nom « parmesan » ne pouvait pas être utilisé comme nom générique, Kraft Foods Group a renommé son fromage râpé Pamesello en Europe.
Le parmesan fabriqué en dehors de l'Union européenne est une famille de fromages à pâte dure à râper fabriqués à partir de lait de vache et inspirés du fromage italien d'origine. Ils sont généralement de couleur jaune pâle et utilisés râpés sur des plats tels que les pâtes, la salade César et la pizza. Certains Parmesan génériques américains sont vendus déjà râpés et vieillis moins de 12 mois.
Kraft Foods est un important producteur nord-américain de parmesan et le vend depuis 1945,.
Un certain nombre de producteurs de parmesan non européens se sont vivement opposés aux tentatives de l'Union européenne de contrôler à l'échelle mondiale la marque du nom de « parmesan », affirmant qu'il s'agissait davantage de contrôle du commerce que de contrôle de la qualité,,.

### Contrefaçons
Le phénomène de la contrefaçon sévit aux États-Unis, premier marché hors UE pour ce célèbre produit italien, avec une exportation de 150 millions de dollars/an. Plusieurs entreprises y vendent un fromage semblable au parmesan qui porte la dénomination Parmesan cheese. Le CFR rapporte que, pour être reconnu comme tel, le « parmesan » doit être fabriqué à partir de lait de vache, vieilli au moins dix mois, ne pas contenir plus de 32 % d'eau et contenir au moins 32 % de matière grasse laitière à l'état solide. Le principal producteur nord-américain de parmesan est Kraft Foods,.

### Grana Padano
Le grana Padano a une zone de production différente et plus vaste, des règles de production du lait moins contraignantes et un procédé de fabrication proche du Parmigiano Reggiano. Leurs saveurs sont très différenciées. Le Grana Padano est produit principalement en Lombardie, où « Padano » fait référence à la plaine du Pô (Pianura Padana) ; les vaches productrices de lait peuvent être nourries aussi bien d'ensilage que d'herbe ; le lait peut contenir un peu moins de matières grasses, du lait de plusieurs jours différents peut être utilisé ; le Grana Padano doit être âgé de 9 mois minimum.

« (…) [le grana padano] a une texture granuleuse et très dure, et un goût boucané, légèrement rance. »

### Gran Moravia
Le Gran Moravia est un fromage de la Tchéquie similaire au Grana Padano et au Parmigiano.

### Reggianito
Le Reggianito est un fromage argentin similaire au Parmigiano. Développé par des fromagers argentins italiens, il est fabriqué dans des meules plus petites et vieilli moins longtemps, mais est par ailleurs globalement similaire.

## Controverses
En 2007, Greenpeace a demandé publiquement la modification du cahier des charges pour exclure de fait la possibilité que le soja OGM de Monsanto nourrisse les vaches laitières avec lesquelles il est produit,,.
En 2010, le journaliste Emiliano Fittipaldi a émis l'hypothèse dans son essai d'un « conflit d'intérêts » entre le Service de contrôle et le Consortium de producteurs, à commencer par le président Andrea Lori (éleveur) qui préside le bureau provincial de Modène à la fois du Consortium et Coldiretti.
En 2017, l'association Compassion in World Farming dénonce les conditions dans lesquelles est produit le parmesan dans de nombreuses exploitations agricoles, provenant de vaches souvent maltraitées, émaciées et enfermées en permanence,,.
En 2021, la publicité pour le Parmigiano Reggiano, Gli Amigos, réalisée par le réalisateur Paolo Genovese, s'attire de vives critiques pour la représentation des conditions de travail de l'un des personnages, Renatino, employé du consortium depuis l'âge de 18 ans et qui travaille depuis 365 jours par an sans avoir jamais vu Paris ni la mer ; pour cette raison il est considéré comme « génial » par le groupe de jeunes qui visitent l'établissement où il travaille dans le cadre d'un concours pour un stage au restaurant de Massimo Bottura,.

## Caractéristiques

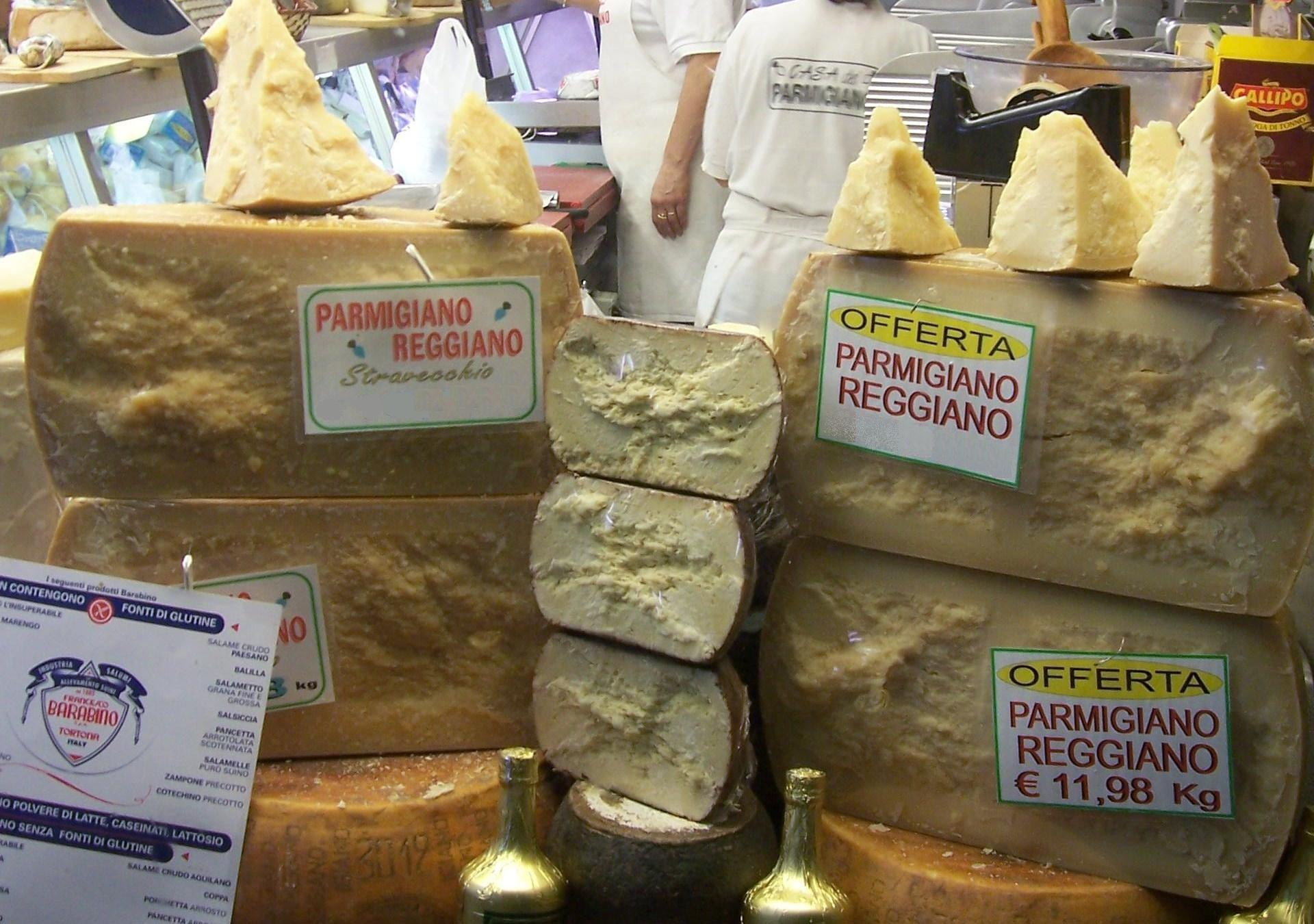
Parmigiano reggiano dans une fromagerie, Gênes.

Ce fromage de garde jouit d'une renommée mondiale.

« (…) [le parmigiano reggiano] a une saveur lactique boucanée, fruitée, salée, parfois piquante. »

Sur le marché, on le trouve dans différentes variantes, caractérisées par une maturation de 12, 24 et 30 mois. Les meules vieillies 36, 48, 72 mois se retrouvent aussi dans les grands rendez-vous gastronomiques et dans les points de vente spécialisés avec dégustation. Il se mange toute l'année, comme fromage de table, râpé, en copeaux ou encore en cubes dans de nombreuses recettes de cuisine.
À 12 mois d'affinage, il se coupe avec un couteau spécial pour donner des copeaux. À 24 mois d'affinage, devenu friable, il présente une saveur fruitée et piquante.
Le Parmigiano Reggiano a de nombreux composés aromatiques actifs, y compris divers aldéhydes et butyrates. L'acide butyrique et l'acide isovalérianique sont parfois utilisés ensemble pour imiter les arômes dominants.
Il est également particulièrement riche en acide glutamique, contenant jusqu'à 1,2 g de glutamate pour 100 g de fromage. La forte concentration de glutamate explique le fort goût umami du Parmigiano.
Les petits grains blancs caractéristiques du parmesan sont des cristaux de tyrosine, un acide aminé, qui lui donnent son goût caractéristique. Ils constituent un indice de durée d'affinage car ils augmentent en nombre et en taille avec le temps.

### Qualités nutritionnelles
Le Parmigiano Reggiano est naturellement sans lactose, très riche en acides aminés libres, facilement assimilables, et son long affinage le rend très digeste. Il ne contient que 30% d'eau pour 70% de nutriments, c'est pourquoi il est particulièrement riche en protéines, calcium, vitamines et minéraux.
|                    | pour 100 g |
| ------------------ | ---------- |
| Protéines          | 33 g       |
| Eau                | 30,8 g     |
| Lipides            | 28,4 g     |
| Glucides           | 3,67 g     |
| Chlorure de sodium | 1,39 g     |
| Calcium            | 1,16 g     |
| Phosphore          | 680 mg     |
| Sodium             | 650 mg     |
| Potassium          | 100 mg     |
| Magnésium          | 43 mg      |
| Choline            | 40 mg      |
| Zinc               | 4 mg       |
| Vitamine B2        | 370 µg     |
| Vitamine B5        | 320 µg     |
| Vitamine A         | 270 µg     |
| Vitamine B6        | 110 µg     |
| Vitamine PP        | 55 µg      |
| Vitamine B1        | 34 µg      |
| Biotine            | 23 µg      |
| Vitamine B12       | 4,2 µg     |

100 g de parmigiano reggiano apportent environ 390 kcal,.

## Utilisation

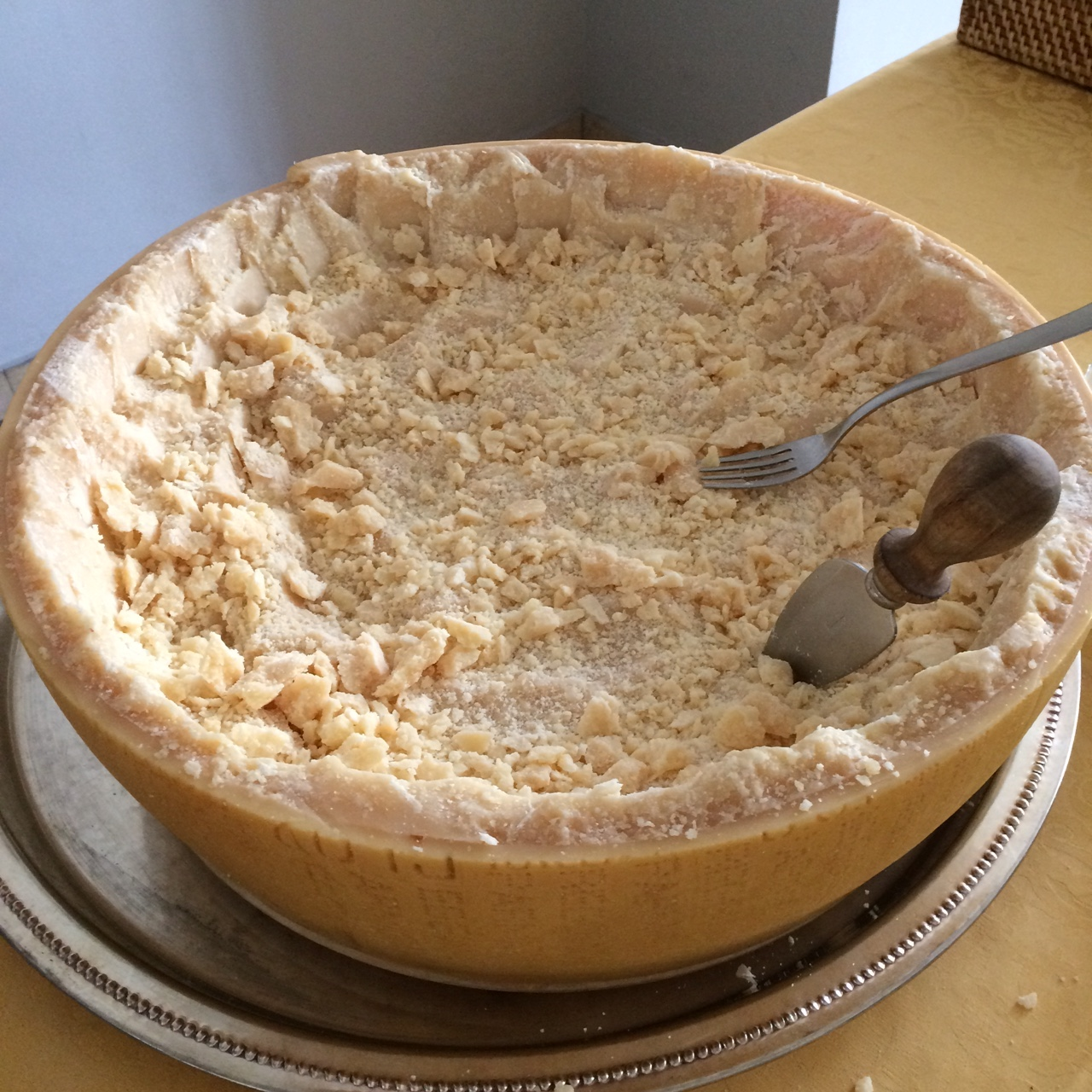
Demi-meule de Parmigiano Reggiano découpée au couteau à parmesan et à la fourchette.

Le Parmigiano Reggiano est généralement râpé sur des plats de pâtes, mélangé à des soupes et des risottos et consommé seul. Il est souvent en copeaux ou râpé sur d'autres plats comme les salades.
Des éclats et des morceaux des parties les plus dures de la croûte sont parfois mijotés dans des soupes, des bouillons et des sauces pour ajouter de la saveur. Ils peuvent également être grillés et consommés comme collation s'ils ne contiennent pas de cire ou être infusés dans de l'huile d'olive ou encore utilisés dans un panier vapeur lors de la cuisson des légumes à la vapeur.

## Traçabilité
Le Consortium du Parmigiano Reggiano renforce la sécurité du traçage numérique de ses meules de fromage grâce à une technologie de traçage numérique. Le Consortium s'est associé avec Kaasmerk Matec et p-Chip Corporation, spécialisé dans le suivi des produits et matériaux physiques par le traçage numérique.
L’innovation combine des étiquettes de caséine sûres pour les aliments avec le micro-transpondeur p-Chip – un ancrage cryptographique de la blockchain qui crée un « jumeau » numérique pour les articles physiques. Cette nouvelle étiquette alimentaire scannable est plus petite qu’un grain de sel, elle permet une visibilité et une traçabilité de nouvelle génération pour le Consortium du Parmigiano Reggiano.

## Philatélie
En mars 2011, la poste italienne, dans la série thématique Made in Italy, lui destine l'émission d'un timbre d'une valeur fiscale de 0,60 € .

## Culture
Dès 1348, le Parmigiano Reggiano est loué dans les écrits de Boccace : dans le Décaméron, il invente une « montagne, tout de parmesan râpé », sur laquelle « habitent des gens qui ne font que faire des macaronis et des raviolis, et les faire bouillir dans un bouillon de chapon, puis les jeter pour les brouiller ; et tout près coule un ruisseau de Vernaccia, le meilleur qui ait jamais été bu, et jamais une goutte d'eau dedans. »
Le Parmigiano Reggiano est cité dans le roman L'Île au trésor de Robert Louis Stevenson où le Docteur Livesey annonce à Jim : « Tu connais bien ma tabatière, n'est-ce pas ? et tu ne m'as jamais vu y faire une prise. C'est parce que j'y garde un morceau de parmesan, un fromage très nourrissant fait en Italie ».
Columbo est un grand amateur du Parmigiano Reggiano, comme abordé dans l'épisode 3, Votez pour moi, de la saison 9.
Stendhal évoque le fromage Parmesan dans Vie de Napoléon, mémoires sur Napoléon : « Plus loin, au-delà du Tessin se présentaient le Milanais et le Mantouan, pays admirables, agréables à la vue et en même temps d'une richesse fabuleuse. Ce pays produit du vin et du blé en quantité suffisante et de plus vend à l'étranger son riz, ses soies, ses fromages. Lodi fabrique le Parmesan, célèbre en Europe ; l'exportation de cette denrée produit 80 millions. » Dans La Chartreuse de Parme, le parmesan désigne soit le peintre Parmigianino, soit l'habitant de Parme ou les Parmesans, les habitants de Parme, mais jamais le fromage !